# Louis Darquier de Pellepoix
Louis Darquier de Pellepoix, pseudonimo di Louis Darquier (Cahors, 19 dicembre 1897 – Malaga, 29 agosto 1980), è stato un giornalista e politico francese.
Louis Darquier è stato un giornalista e politico francese, noto soprattutto per il suo impegno antisemita e per la sua attività di collaborazionista, a capo del Commissariato generale per le questioni ebraiche, durante l'occupazione tedesca. Impegnato all'estrema destra, consigliere municipale di Parigi, vicino all'Action française, membro della Croix-de-Feu
, 
crea nel 1936 il proprio partito, il Rassemblement antijuif de France. Sostenitore della Germania nazista molto prima della seconda guerra mondiale, fu nominato nel maggio 1942 da Pierre Laval alla testa del Commissariato generale per le questioni ebraiche, su richiesta degli occupanti che giudicavano troppo moderato il suo predecessore, Xavier Vallat. Dopo la Liberazione fuggì nella Spagna franchista, dove rimase, condannato a morte in contumacia in Francia, fino alla morte a 82 anni.

## Biografia

### La giovinezza
Darquier era nato in una famiglia di notabili di Cahors. Il padre, Pierre Darquier, fu medico, aderente al Partito Radicale, per un periodo sindaco della città, cavaliere della Legion d'onore; trasferitosi poi a Neuilly-sur-Seine ebbe sempre relazioni tese con il secondo dei suoi tre figli, Louis, che considerava un buono a nulla, prepotente, sempre a caccia di soldi, alla fine anche antisemita - relazioni così tese che si rifiutò di andare a trovare il figlio in ospedale quando fu gravemente ferito alla coscia durante l'attacco dell'Action Française alla Camera dei deputati del 6 febbraio 1934 e con il quale non si riconciliò mai fino alla morte, nel 1942.
Darquier si arruolò volontario a 17 anni nelle truppe francesi durante la prima guerra mondiale, non riuscì a diventare un militare di carriera e fu smobilitato nel 1919.
Tornato in famiglia a Neuilly-sur-Seine, il padre lo aiutò ad entrare nel commercio del grano, dove il giovane lavorò per alcuni anni, finché venne licenziato per aver speculato con i fondi dell'azienda. Iniziò allora un periodo di vita disordinata: pretendendo di possedere origini aristocratiche (il giovanotto affermava di discendere dall'astronomo del XVIII secolo Antoine Darquier de Pellepoix e anche da un altro omonimo, il nobile dell'impero François-Isidore Darquier), si attribuì il "de" nobiliare e il titolo di barone. Nel 1927 si trasferì in Australia, dove si occupò per due anni di allevamento, poi in Gran Bretagna dove tentò senza successo la carriera letteraria e visse sostanzialmente del denaro che gli inviava la sua famiglia. Nel 1932 tornò in Francia.

### L'attivismo antisemita
Tornato in Francia, Darquier dichiarò di voler abbandonare la vita di bohème e si avvicinò al cattolicesimo. Suo fratello maggiore, simpatizzante dell'Action française (AF), lo introdusse negli ambienti del nazionalismo, a cui l'uomo rimase vicino fino alla vigilia della guerra. Gli eventi del 6 febbraio 1934, durante i quali fu ferito alla gamba, gli diedero notorietà e l'opportunità di fondare «L'Associazione dei feriti e delle vittime del 6 febbraio», con l'appoggio di vari consiglieri comunali parigini (fu in questo periodo che Darquier iniziò ad assumere posizioni radicalmente antisemite).
Grazie alla sua nuova reputazione divenne segretario generale del quotidiano nazionalista Le Jour di Léon Bailby, che appoggiava l'Associazione dei feriti del 6 febbraio. Fu eletto nel 1935 consigliere comunale di Parigi e fu sempre vicino all'Action française. Ma anche a Jeunesses Patriotes: in maggio sfilava accanto ad altri consiglieri comunali dietro Pierre Taittinger, durante la festa di Giovanna d'Arco. In dicembre però lasciò la Croix-de-Feu, qualificando il colonnello de la Rocque come «dittatore dall'acqua di rose». 
Dopo la vittoria del Fronte Popolare alle elezioni del 1936, l'antisemitismo di Darquier diventò ossessivo: fondò il suo partito, il Rassemblement antijuif de France, e si allontanò dal nazionalismo francese germanofobo in generale e dall'Action française in particolare, per avvicinarsi alle tesi della Germania nazista. Fondò il giornale La France enchaînée, organo ufficiale del suo partito. Cominciò a reclamare la privazione della cittadinanza per gli ebrei divenuti cittadini francesi dopo l'armistizio, a proclamare il suo antisemitismo nel consiglio comunale di Parigi, davanti a consiglieri di sinistra allo stesso tempo pazienti, indignati e derisori, provocando talvolta incidenti e sospensioni di seduta.
Entrato in relazione con organismi nazisti di propaganda ci tenne a congratularsi con Adolf Hitler per gli abusi antiebraici della notte dei cristalli e così via, finché nel 1939 si fece tre mesi di carcere per incitamento all'odio razziale nel suo giornale La France enchaînée. 
Nel 1939 fu mobilitato come tenente di artiglieria. Durante la campagna di Francia fu fatto prigioniero di guerra e internato in un campo di prigionia a Kłomino, ma fu liberato dai tedeschi due mesi dopo. In autunno fondò «L'Union française pour la défense de la race».

### Persecuzione degli ebrei durante l'occupazione tedesca
Darquier fu commissario generale alle questioni ebraiche nel regime di Vichy dal maggio 1942, imposto dalle autorità tedesche che giudicavano il suo predecessore Xavier Vallat troppo moderato. La sua nomina avvenne su specifica richiesta di Theodor Dannecker, responsabile delle questioni ebraiche per la Gestapo a Parigi. Il 15 luglio partecipò agli ultimi preparativi tecnici del rastrellamento del Velodromo d'Inverno del 16 e 17 luglio con Theodor Dannecker, Jean Leguay, Émile Hennequin, André Tulard e Jacques Schweblin. Il 1º febbraio 1943 su Le Petit Parisien comparve un articolo firmato da Darquier con le sue proposte al governo:

«Propongo al governo: 
1. Di istituire l'imposizione della stella gialla nella zona non occupata;
2. Di vietare agli ebrei, senza deroga, l'accesso e l'esercizio delle funzioni pubbliche [...];
3. La revoca della cittadinanza francese a tutti gli ebrei che l'hanno acquisita dopo il 1927. ».

Non riuscendo a far adottare le sue proposte da Pierre Laval, dando prova di scarsa assiduità nelle sue funzioni, accusato di malversazione nella gestione dei beni degli ebrei, Darquier venne sostituito da Charles du Paty de Clam nel febbraio 1944. 
Fu comunque insignito dell'Ordine della francisca.

### Fuga ed esilio dopo la Liberazione
Dopo la liberazione della Francia, si rifugiò nella Spagna franchista, dove fu professore di francese, poi impiegato come traduttore in un'amministrazione. Lì incontrò il gruppo di rifugiati francesi che gravitava attorno ad Abel Bonnard, di cui facevano parte anche Georges Guilbaud, Maud de Belleroche, Alain Laubreaux.
Il 10 dicembre 1947 fu condannato a morte in contumacia, all'indegnità nazionale a vita e alla confisca dei beni.
Nel 1948 fu ritrovato a Madrid da un giornalista di France Soir; l'articolo descrive un Darquier che vive sotto il nome di Estève, si dedica al mercato nero e «porta sempre il suo monocolo arrogante, come sotto l'Occupazione quando mandava senza battere ciglio migliaia di israeliti alla morte»
.
Nel 1978 concesse un'intervista a L'Express, che la pubblicò il 28 ottobre 1978. Vi dichiarava in particolare: «Vi dirò io quello che è successo esattamente ad Auschwitz. Si è gassato. Sì, è vero. Ma abbiamo gassato i pidocchi», negando la realtà della Shoah. Negava anche di ogni responsabilità per la retata del Velodrome, facendone carico esclusivamente a René Bousquet, segretario generale della polizia di Vichy. A seguito della pubblicazione di questa intervista, la Francia chiese la sua estradizione, che la Spagna però rifiutò perché Darquier non era stato condannato per crimine di guerra (reato imprescrittibile) e il suo stato di salute era giudicato troppo precario. 
Darquier morì serenamente in Spagna due anni dopo, ma la sua morte fu annunciata al pubblico solo dopo tre anni.